# Fontána Roquette

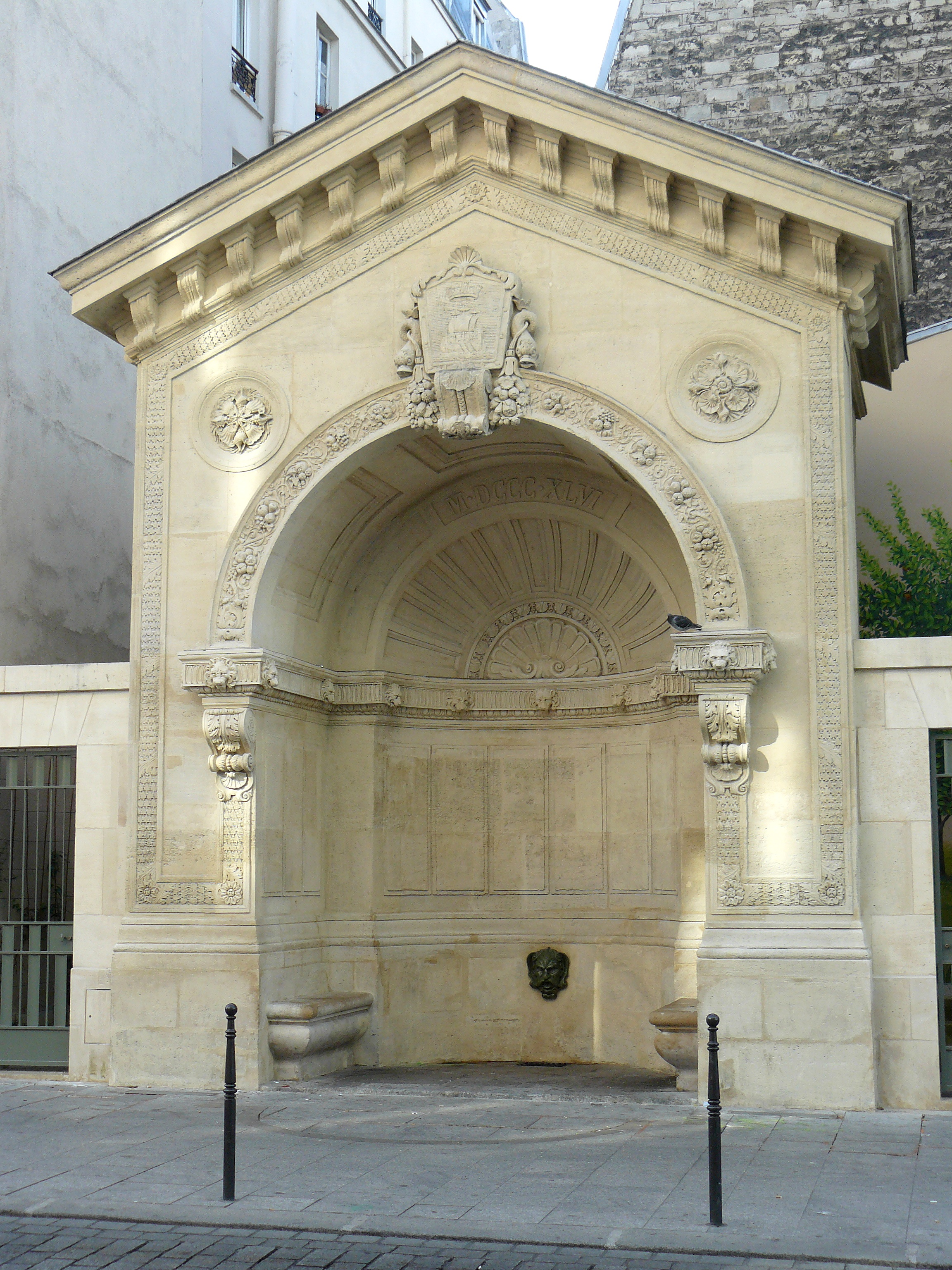
Fontána Roquette po restaurování

Fontána Roquette (francouzsky Fontaine de la Roquette) je fontána v Paříži. Někdy bývá nazývána Molinosova fontána (Fontaine Molinos) podle svého architekta.

## Umístění
Kašna se nachází v 11. obvodu u domu č. 70 v ulici Rue de la Roquette, po které nese své jméno.

## Historie
Fontána byla postavena v roce 1846 a byla napájena vodou z kanálu Ourcq. Vznikla v rámci projektu na zásobování vodou hustě osídleného předměstí Faubourg Saint-Antoine. Stejně tak vznikla i Joyeuseova fontána a fontána Sainte-Eugénie, která byla postavena téhož roku v ulici Rue de Charenton (12. obvod). Tato fontána byla přesnou kopií fontány Roquette, pouze měla hladký fronton. Kašna Sainte-Eugénie byla zbořena v roce 1906 při stavbě ulice Rue de Prague.
V roce 1992 byla fontána zapsána mezi historické památky. Stavba byla velmi znečištěna a poškozena sprejery, takže byla v roce 2009 restaurována radnicí 11. obvodu. V současnosti již z fontány voda nevytéká.

## Popis
Autorství kašny je připisováno architektovi Jacquesovi Molinosovi (1743–1831). Inspirací byla pravděpodobně fontána Petite-Halle z doby vlády Ludvíka XV., která je ale vybudována se čtyřmi stěnami. Fontána Roquette stojí u zdi. Kašna vypadá jako kaple. Je 3,50 m široká a 1,50 m hluboká, zakončená trojúhelníkovým štítem, který se klene do výše asi 5 metrů. Uvnitř jsou po stranách dvě malé kamenné lavice a uprostřed bronzový maskaron ve tvaru lví hlavy, ze kterého vytékala voda do otvoru v zemi zakrytém mřížkou. Vnitřní kupole je zdobena palmovými listy a vlysem se 13 malými lvími hlavami. Na vnitřním oblouku jsou římské číslice představující datum stavby M·DCCC·XLVI. Ve štítu je svorník zdobený znakem města Paříže, který je obklopený dvěma delfíny držícími girlandy květin. Po stranách jsou dvě růžice.